# Saovabha

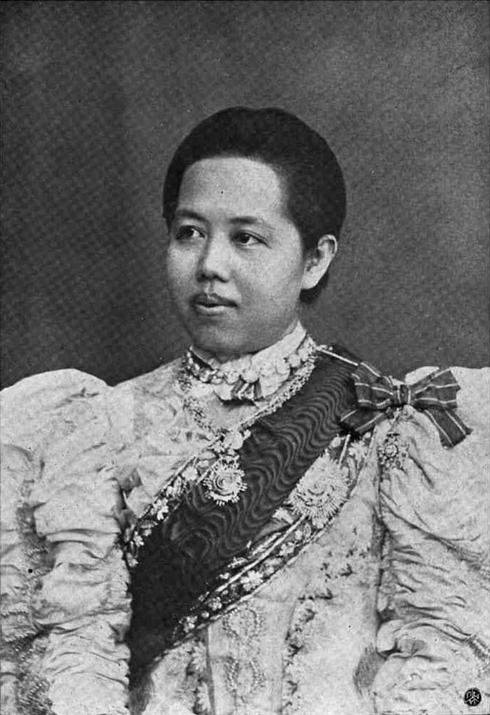

Koningin Saovabha (Bangkok, 1 januari 1864 - aldaar, 20 oktober 1919) was een Thaise koningin.
Ze was de stiefzus van koning Rama V en na hun huwelijk in 1878 ook zijn gemalin. Ze was de moeder van koning Rama VI en koning Rama VII. In 1897 was ze de eerste vrouwelijke regent van het rijk, waarbij ze haar echtgenoot verving tijdens diens Europese reis.